# Ludlamite
La ludlamite è un minerale.